# Trichanarta
Trichanarta is een geslacht van vlinders van de familie uilen (Noctuidae), uit de onderfamilie Hadeninae.

## Soorten
- T. diodonta Püngeler, 1906
- T. ladakensis Felder, 1874
- T. picteti Staudinger, 1882